# Mirollia imitata
Mirollia imitata är en insektsart som beskrevs av Andrej Vasiljevitj Gorochov 2008. Mirollia imitata ingår i släktet Mirollia och familjen vårtbitare. Inga underarter finns listade i Catalogue of Life.